# 14e corps d'armée (Empire russe)
Pour les articles homonymes, voir 14e corps d'armée.

Emblème de la Russie.

Le 14e corps d'armée (en russe : 14-й армейский корпус) est une formation militaire combinée (corps d'armée) de l'Armée impériale russe créée le 19 février 1877, regroupant la 17e division d'infanterie, la 18e division d'infanterie, la 13e division de cavalerie (Cosaques du Don). Le 5 août 1914, il fait partie de la 4e armée de l'Empire russe sur le Front du Sud-Ouest. Le 22 août 1914, il figure dans la composition de la 9e armée de l'Empire russe du même front. Il se disloque en 1918.

## Composition
À l'aube de la Première Guerre mondiale, il entre dans le district militaire de Varsovie. Au 18 juillet 1914, il comprend :
- 18e division d'infanterie
  - 1re brigade
    - 69e régiment d'infanterie de Riazan
    - 70e régiment d'infanterie de Riajsk

  - 2e brigade
    - 71e régiment d'infanterie de Beliov
    - 72e régiment d'infanterie de Toula

  - 18e brigade d'artillerie
- 1re brigade de fusiliers
  - 1er régiment de fusiliers
  - 2e régiment de fusiliers
  - 3e régiment de fusiliers
  - 4e régiment de fusiliers
  - 1re division de fusiliers d'artillerie
- 2e brigade de fusiliers
  - 5e régiment de fusiliers
  - 6e régiment de fusiliers
  - 7e régiment de fusiliers
  - 8e régiment de fusiliers
  - 2e division de fusiliers d'artillerie
- 13e division de cavalerie
  - 1re brigade
    - 13e régiment de dragons d'ordre militaire
    - 13e régiment de uhlans de Vladimir

  - 2e brigade
    - 13e régiment de hussards de Narva
    - 2e régiment de cosaques d'Orenbourg

  - 21e batterie
- 14e division de cavalerie
  - 1re brigade
    - 14e régiment de dragons de Petite Russie
    - 14e régiment de uhlans de Jamburg

  - 2e brigade
    - 14e régiment de hussards de Mittau
    - 14e régiment de cosaques de Don

  - 23e batterie
- 14e division d'artillerie de mortiers
- 8e bataillon du génie

Composition au 8 juillet 1917 (basée sur le programme de combat de la 5e armée pour juillet 1917)
- 18e division d'infanterie
- 70e division d'infanterie
- 120e division d'infanterie
- 15e division d'artillerie de mortiers légers
- 14e division d'artillerie de mortiers
- 37e division d'artillerie de mortiers
- 42e division d'artillerie de mortiers
- 8e régiment du génie
- 14e détachement aéronautique

## Participation aux combats de la Première Guerre mondiale
Le 4e corps d'armée participe à la bataille de la Tanew en juin 1915, et à celle de Krasnystaw et de Lublin-Kholm en juillet 1915,,,,. 

## Commandants
- 19.02.1877 — 10.06.1878 — lieutenant-général Apollon Zimmermann
- 10.06.1878 — 06.07.1885 — lieutenant-général Vladimir Veriovkine
- 07.07.1885 — 13.10.1885 — lieutenant-général baron Eduard von Dellingshausen
- 13.10.1885 — 20.12.1890 — lieutenant-général (nommé général d'infanterie le 30.08.1890) Alexandre Narbut
- 20.12.1890 — 14.11.1894 — lieutenant-général Jakob Krzywobłocki
- 14.11.1894 — 29.05.1899 — lieutenant-général (nommé général d'infanterie le 06.12.1898) Nikolaï Stoletov
- 13.06.1899 — 14.11.1904 — lieutenant-général (nommé général de cavalerie le 28.03.1904) Rostislav Khrechtchatitski
- 23.11.1904 — 03.10.1906 — lieutenant-général Evgueni Kakourine
- 11.10.1906 — 21.05.1908 — lieutenant-général Johann von Weymarn
- 07.06.1908 — 29.12.1908 — lieutenant-général Vladimir Kacherinikov
- 05.01.1909 — 15.05.1912 — lieutenant-général Alexeï Broussilov
- 15.05.1912 — 19.04.1917 — lieutenant-général (nommé général d'infanterie le 14.04.1913) Hippolyte Voïchine-Mourdas-Jilinski
- le 22.04.1917 — lieutenant-général baron Alexeï von Budberg